# Martin Woods
Martin Paul Woods (Airdrie, 1º gennaio 1986) è un calciatore scozzese, centrocampista del Boston Utd.

## Palmarès

### Club

#### Competizioni nazionali
- Football League One: 1

Doncaster: 2012-2013
- Scottish League Cup: 1

Ross County: 2015-2016